# Префектура Тіба
Префекту́ра Чі́ба (яп. 千葉県, ちばけん, МФА: [t͡ɕiba keɴ]?) — префектура в Японії, в регіоні Канто.  Розташована в східній частині острова Хонсю, на узбережжі Тихого океану. Адміністративний центр префектури — Тіба. Межує з префектурами Токіо, Сайтама, Ібаракі та Канаґава. Заснована 1871 року на основі провінцій Ава, Кадзуса й частини провінції Шімоса. Площа становить 5156,60 км². Станом на 1 серпня 2011 року в префектурі мешкало 6 214 208 осіб. Густота населення складала 1210 осіб/км². Основою економіки є суднобудування, хімічна і нафтопереробна промисловість, комерція, туризм. 

## Короткі відомості

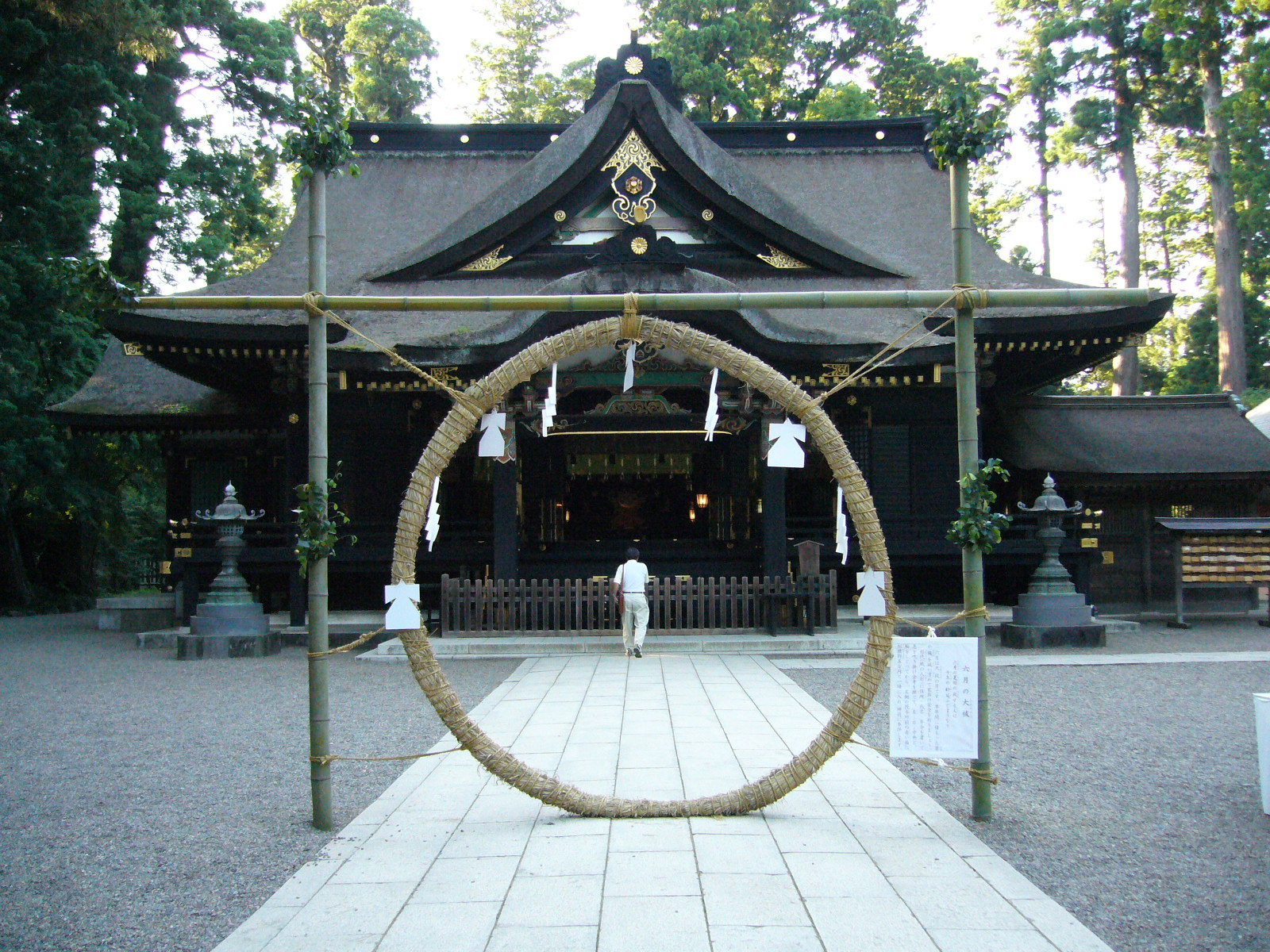
Святилище Каторі — головних храм колишньої Сімоси.

Префектура Тіба розташована в центрі Японського архіпелагу, на сході острова Хонсю, в південній частині регіону Канто. На півночі вона межує з префектурою Ібаракі по річці Тоне, а на північному заході — з метрополією Токіо та префектурою Сайтама по річці Едо. Півострів Босо, розташований на півдні префектури, омивається з обох сторін водами Токійської затоки і Тихого океану. Цей півострів є переломною точкою острова Хонсю, в якій він змінює свій вертикальний північний напрямок на горизонтальний західний. На півдні префектури розташовані пагорби Босо, за якими пролягає Сімоська височина. Довкола височини розміщенні низини річок Тоне й Едо, рівнина Кудзюкурі та рівнинний берег Токійської затоки.
В стародавні часи землі префектури Тіба складали провінцію Фуса. Після адміністративної реформи 7 століття вона була поділена на провінції Кадзуса (Верхня Фуса) і Сімоса (Нижня Фуса). У 8 столітті на півдні останньої було створено нову адміністративну одиницю — провінцію Ава. В середньовіччі ці землі були одним із головних центрів становлення самурайства, місцем великого повстання Тайра но Масакадо. В 16 столітті вони перебували під владою роду Сатомі, оспіваного в популярному японському оповіданні нового часу «Переказ про вісім собак Сатомі». Протягом мирного періоду Едо три провінції були розподілені між десятками регіональних володарів та гвардійців сьоґунату Токуґава. В другій половині 19 століття, в результаті адміністративної реформи, Кадзусу, Сімосу й Аву об'єднали в одну префектуру.
Традиційною основою економіки префектури Тіба було сільське господарство. Проте після Другої світової війни префектурний уряд створив великий промисловий район в зоні Токійської затоки. Стрімкий розвиток у 1960 — 1980-х роках спричинив різке зростання населення префектури й урбанізацію. 1978 року було відкрито Новий токійський міжнародний аеропорт, а 1997 року — міст-тунель Аквалайн через Токійську затоку, що напряму сполучив префектуру зі столицею. З кінця 20 століття в населених пунктах тихоокеанського узбережжя особливого розвитку набув туризм.

## Економіка
- Токійсько-Тібський промисловий район

## Транспорт
- Міжнародний аеропорт Наріта

## Освіта
- Тібський університет

## Культура
- Токійський Діснейленд